# Ulysse (film, 1982)
Pour les articles homonymes, voir Ulysse (homonymie).
Pour plus de détails, voir Fiche technique et Distribution.
Ulysse est un documentaire français écrit et réalisé par Agnès Varda en 1982, lauréat du César du meilleur court métrage documentaire et présenté en sélection officielle au Festival de Cannes 1983.

## Fiche technique
- Réalisation et scénario : Agnès Varda
- Durée : 22 minutes
- Format : 35 mm
- Noir et blanc et couleurs

## Synopsis et analyse
Au bord de la mer, une chèvre, un enfant et un homme. C’est une photographie faite par Agnès Varda en 1954. À partir de cette image fixe, le film explore l’imaginaire et le réel. 
"Nulle nostalgie, nulle mélancolie dans cette manière de battre les souvenirs comme on bat un jeu de cartes. Abattant peu à peu son jeu avec un plaisir non dissimulé, Varda se raconte (son quartier, ses photos, son premier film…) et, ce faisant, fait resurgir la France de ces années-là, la maladie d’un enfant, sa chère rue Daguerre alors populaire, l’intégration de Républicains espagnols, le Théâtre national populaire, l’amour familial, le temps qui n’est plus le même quand on regarde le bord de l’eau…" écrit le critique Jacques Kermabon à propos du film sur transmettrelecinema.com. 
En fouillant le sable de la mémoire, on tombe sur des os... (Agnès Varda).

## Distinctions
- César 1984 : César du meilleur court-métrage documentaire
- Festival de Cannes 1983 : sélection officielle